# Zwicky (cràter)
Zwicky és un cràter d'impacte pertanyent a la cara oculta de la Lluna. Es troba a l'oest del cràter Aitken i està unit a la vora occidental amb Vertregt. Adjunt a l'extrem nord de Zwicky es troba Heaviside.

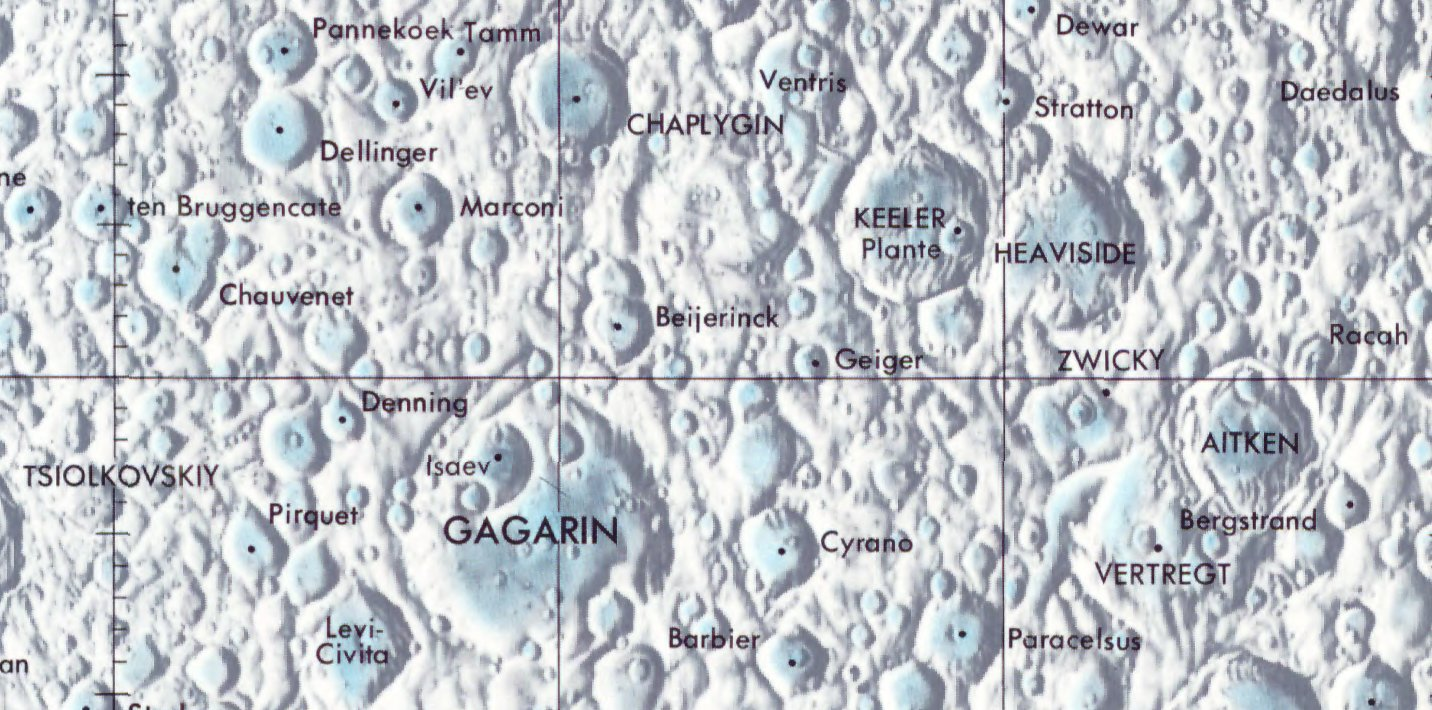
Localització de Zwicky (centre del terç dret de la imatge)
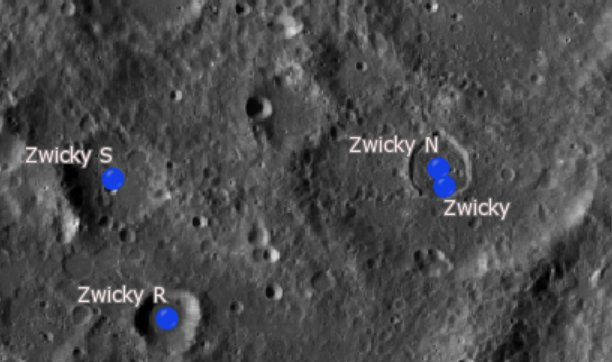
Cràters satèl·lits de Zwicky

És una formació considerablement erosionada, amb una vora i interior irregulars. Parts de la vora sud encara sobreviuen, però la resta gairebé ha desaparegut completament. El cràter satèl·lit Zwicky N, situat enmig de l'interior de Zwicky, té un sòl relativament fosc en comparació amb el terreny circumdant. Aquest cràter més petit té un contorn hexagonal, amb parets interiors relativament llises. El sòl interior és d'un material amb albedo inferior, que presenta una superfície clivellada. Es creu que aquesta configuració va ser causada pel refredament del material fos, o possiblement per un moviment tectònic. Això es coneix informalment com un «sòl de cràter en forma de plaques de closca de tortuga».

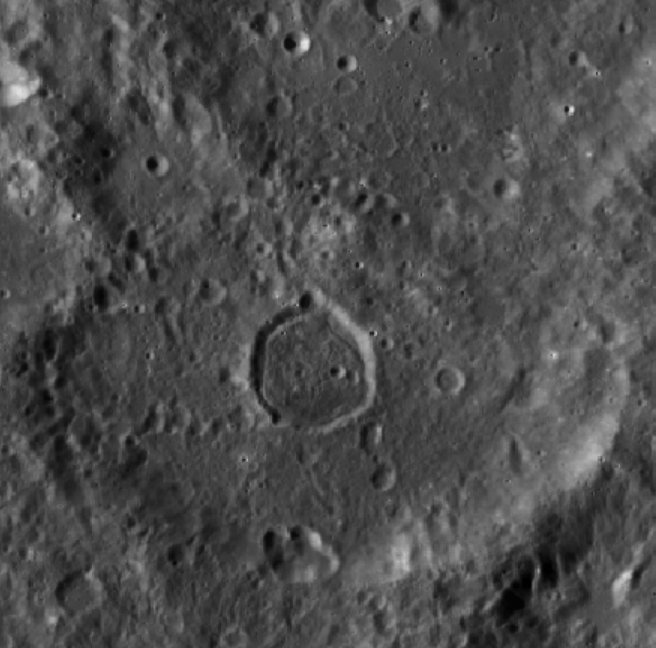
Imatge LRO de Zwicky
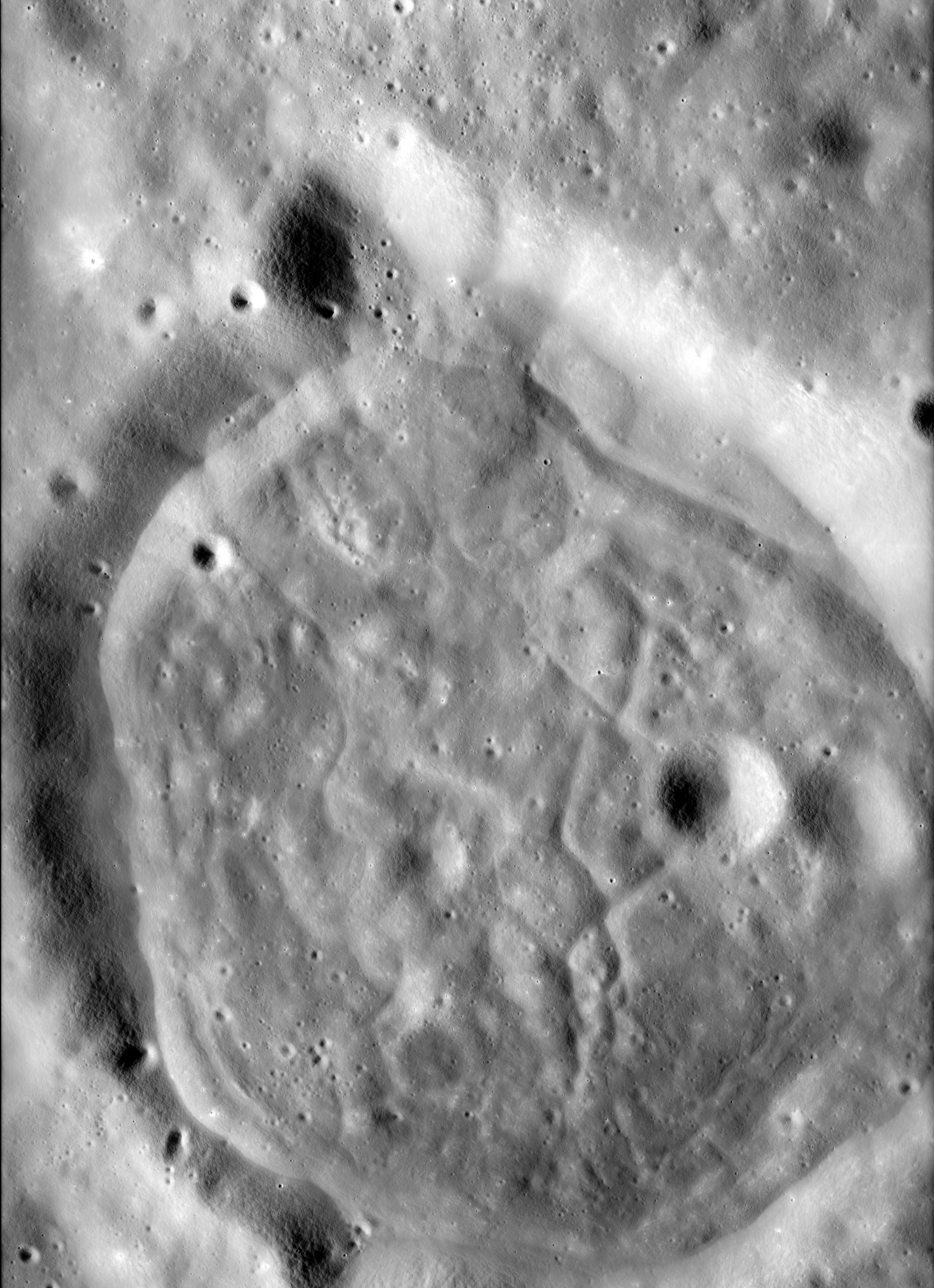
Zwicky N des de l'Apollo 17 (cámara panoràmica)
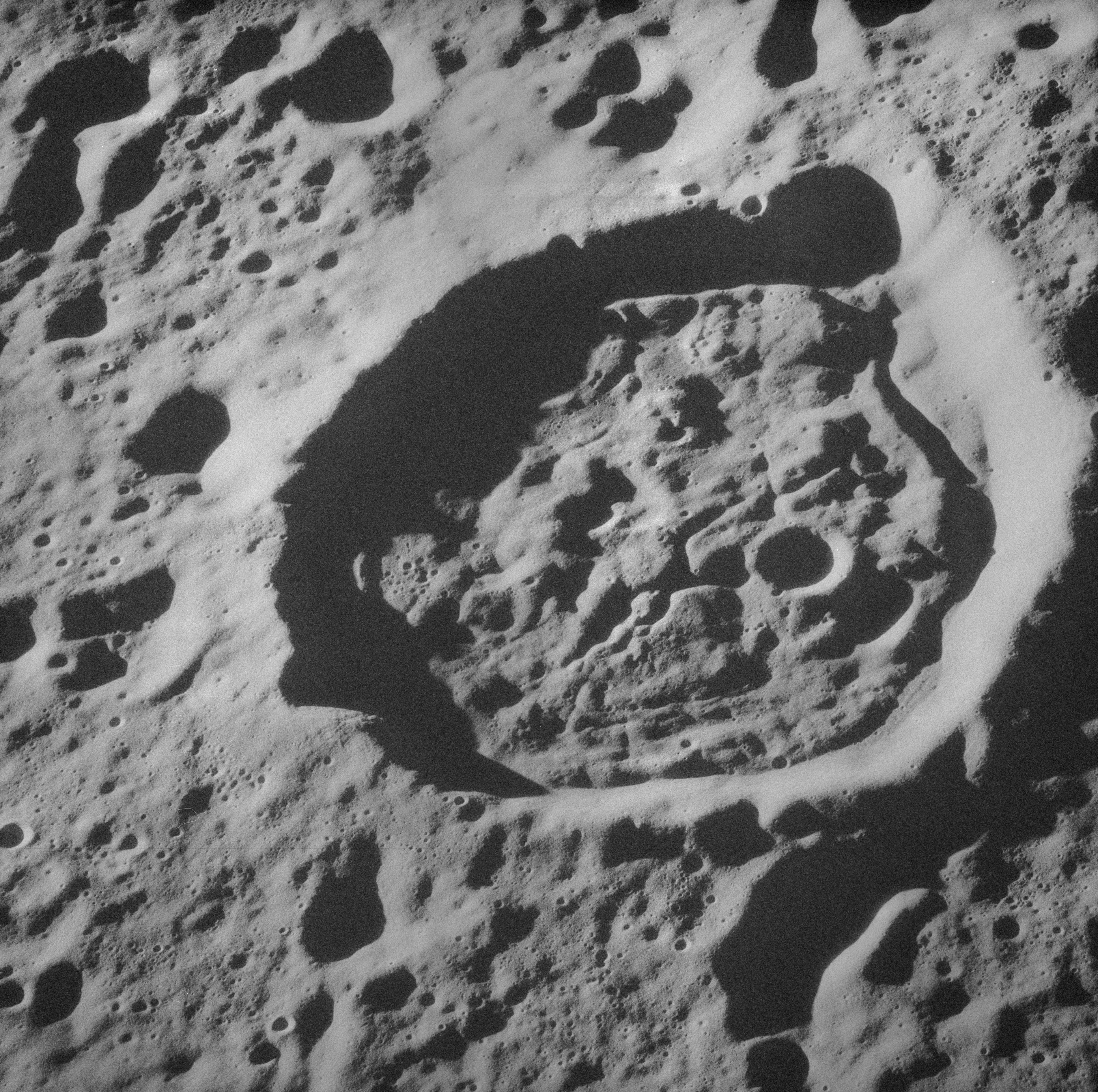
Una altra imatge de Zwicky N des de l'Apollo 17

El cràter porta el nom de l'astrònom Fritz Zwicky (1898-1974), un professor d'Institut de Tecnologia de Califòrnia, Pasadena (Estats Units d'Amèrica) pioner en l'estudi de supernoves i de cúmuls de galàxies.

## Cràters satèl·lit
Per convenció aquests elements són identificats en els mapes lunars posant la lletra en el costat del punt central del cràter que està més proper a Zwicky.
| Zwicky | Coorddenades                             | Diàmetre |
| ------ | ---------------------------------------- | -------- |
| N      | 15° 55′ S, 167° 34′ E / 15.92°S,167.57°E | 29,6 km  |
| R      | 18° 08′ S, 163° 35′ E / 18.13°S,163.59°E | 29,0 km  |
| S      | 16° 05′ S, 162° 47′ E / 16.09°S,162.79°E | 45,6 km  |